# Ephemerum
Ephemerum là một chi rêu trong họ Ephemeraceae.